# ケイト・ワーナー

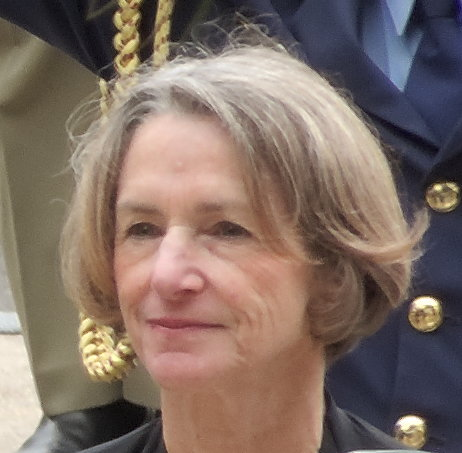
キャサリン・アン・"ケイト"・ワーナー

キャサリン・アン・"ケイト"・ワーナー（Catherine Ann "Kate" Warner、1948年7月14日 - ）はオーストラリアの弁護士、法律学者。女性初のタスマニア州総督。

## 来歴
ワーナーはホバート出身。タスマニア大学を卒業したのち、弁護士として進学。同大学ロースクールを卒業。1984年に裁判官に任命し、タスマニア州最高裁判所判事、同裁判所長官を歴任。2014年12月には前州総督のピーター・アンダーウッドの死去を受けてウィル・ホッジマン首相の任命でタスマニア州総督に就任した。